# Simon Zelotes
Simon Zelotes var en af Jesu disciple, og han nævnes i Matthæusevangeliet 10:4, Markusevangeliet 3:18, Lukasevangeliet 6:15, og Apostlenes gerninger 1:13. Tilnavnet kan forstås som, at han havde tilknytning til zeloterne, eller at han var ivrig i religiøs henseende. 
Hans helgendag er 28. oktober i vesten, mens de orientalske og ortodokse kirker fejrer ham den 10. maj.
| Religion | Spire Denne religionsartikel er en spire som bør udbygges. Du er velkommen til at hjælpe Wikipedia ved at udvide den. |